# Cryptocarya schoddei
Cryptocarya schoddei är en lagerväxtart som beskrevs av André Joseph Guillaume Henri Kostermans. Cryptocarya schoddei ingår i släktet Cryptocarya och familjen lagerväxter. Inga underarter finns listade i Catalogue of Life.